# Jacques Francken
Jacques Willem Eugène Ferdinand Marie Francken (Jombang, 17 september 1891 – Bloemendaal, 5 juni 1949) was een Nederlands voetballer en bankier.
Hij was zoon van Jacobus Marinus Wilhelmus Francken (directeur van cultuurmaatschappij (Kalie Djompo) en Jacoba Johanna Huberta Kervel. Op 21 oktober 1929 trouwde hij in Bloemendaal met Joanna Maria Augustina Josepha (Enny) Huijsser (Overveen, 3 oktober 1896 – aldaar, 9 maart 1994); hij gaf toen als beroep directeur van een cultuurmaatschappij (Kalie Djompo) op. Voor die maatschappij moest hij nog geregeld naar Nederlands-Indië. Het paar kreeg zes kinderen.
Hij was voetballer in het elftal van HFC, alwaar ook zijn broers Harry, Mannes (Jacques was “de broer van Mannes”) en Peddy speelden. Jacques en ook Mannes zaten al in het voetbalelftal van de HBS in Haarlem.
Hij speelde één wedstrijd in het Nederlands elftal. Op 15 maart 1914 werd er in Antwerpen op een modderig veld een van tien wedstrijden tegen België afgewikkeld, waarin Jacques Francken in de 84e minuut scoorde.
Francken studeerde rechten aan de Universiteit van Amsterdam. Hij ging aan het werk bij de Amsterdamsche Bank in Amsterdam. In 1920 trok hij weer naar Haarlem om er voor Oscar Smit's Bank NV (in 1968 overgenomen door de Nederlandsche Middenstandsbank) te werken. In 1929 werd hij benoemd tot mededirecteur. Hij werd op 8 juni 1949 begraven op het Sint Adelbertskerkhof in Bloemendaal.